# Rapporto Broad
Il Rapporto Broad è una memoria di Perry Broad che parla degli eventi avvenuti durante la sua permanenza nel campo di concentramento di Auschwitz. Broad, condannato come criminale di guerra, fu membro del dipartimento politico del campo di Auschwitz. Scrisse il rapporto nell'estate del 1945, quando era prigioniero di guerra britannico, di sua iniziativa, e lo consegnò alla 2ª Armata britannica il 13 luglio 1945.
Il rapporto fu utilizzato come una delle prove nel processo di Francoforte sui crimini commessi ad Auschwitz.

## Prima stesura
All'inizio del giugno 1945, dopo la fine della guerra, Perry Broad arrivò in un campo per prigionieri di guerra tedeschi a Gorleben. Dopo qualche settimana fu interrogato da Cornelis van het Kaar, comandante di un piccolo distaccamento inglese, e iniziò a raccontare la sua storia vissuta nel campo di Auschwitz.
Questo sembrò così importante che van het Kaar ordinò al suo sergente Paul Winter di portare Broad fuori dal campo immediatamente e di dargli una sistemazione nella sua sezione e un'uniforme inglese. Chiese a Broad di scrivere tutto quello che ricordava di Auschwitz, con precisione. "In particolare com'era la vita quotidiana".
Perry Broad fu alloggiato con il sergente Winter e nei giorni successivi scrisse le sue memorie, senza però accennare alla propria colpevolezza. Il 13 luglio 1945 consegnò a Winter 75 pagine scritte a mano, la cui autenticità confermò con la dichiarazione giurata il 14 dicembre dello stesso anno. Winter batté il rapporto a macchina ricavando 56 pagine, ne fece diverse copie e lo consegnò a Cornelis van het Kaar. Secondo la testimonianza di Winter, rilasciata nel processo di Auschwitz, l'originale fu inviato al quartier generale della 2ª Armata inglese, divisione Investigazioni sui crimini di guerra.
Insieme al rapporto, Broad stilò anche una lista di nomi del personale del campo, due pagine contenenti "circa cinquanta o sessanta [persone]" e la consegnò a Winter: anche questo elenco costituì prova nel processo di Francoforte.

## Contenuti
Broad descrive gli eventi del campo di concentramento di Auschwitz, li condanna esplicitamente ma senza fare riferimento alla sua persona o alla sua funzione. Nel processo di Francoforte il testimone Cornelis van het Kaar dichiara "[...] Quando si legge il rapporto, si nota che lo scrittore prende nettamente le distanze dalle azioni degli uomini delle SS, fa un resoconto, per così dire, oggettivo sulle atrocità delle SS ad Auschwitz" e afferma che è difficile spiegare i motivi che hanno portato Broad a stilare il rapporto e a non menzionare se stesso tra i colpevoli.
Il testo completo fu pubblicato in Auschwitz in den Augen der SS (in inglese: Auschwitz in the Eyes of the SS) a cura del Museo statale di Auschwitz-Birkenau. L'originale non è diviso in capitoli. Dopo l'introduzione, che contiene alcune informazioni generali sul campo di Auschwitz, Broad parla in dettaglio di alcuni argomenti. La pubblicazione reca le note: «Il documento è stato pubblicato in un'altra edizione del KL Auschwitz» e «Il documento, scritto in tedesco, non ha un titolo nell'originale e non è diviso in capitoli. Per motivi di chiarezza, il curatore lo ha suddiviso in sezioni intitolate».
Gli argomenti trattati sono:
- Il blocco 11
- Il tribunale di polizia
- La sparatoria nel vecchio forno crematorio
- La rivolta di Budy[13][14]
- Il massacro dei prigionieri di guerra sovietici[15]
- L'uso dello Zyklon B[16]
- Il bunker I del campo di concentramento di Auschwitz[17]
- L'oltraggio delle SS ucraine
- La fabbrica della morte
- La rivolta nel Sonderkommando[18]
- La liquidazione degli zingari
- L'onore a un uomo delle SS
- "Abbandonate ogni speranza!"

Il rapporto si chiude con la descrizione dell'evacuazione del campo avvenuta a metà gennaio 1945: «Tutti i prigionieri in grado di camminare furono spostati nei campi di concentramento più all'interno della Germania, dove la maggior parte di loro fu liberata qualche mese dopo. I malati furono abbandonati a se stessi, sia nel campo di Auschwitz che nei sottocampi: avrebbero preferito la fucilazione, ma tutti i capi delle SS erano già terrorizzati e nessuno osava dare l'ordine. Davanti agli uffici di Auschwitz si bruciavano i documenti, gli edifici che erano stati usati per compiere il più grande sterminio di massa della storia umana furono fatti saltare in aria. Da qualche parte tra le macerie giaceva una ciotola di latta ammaccata nella quale un prigioniero aveva probabilmente consumato la sua zuppa, con incisa una chiatta che naviga su un mare impetuoso, disegno realizzato da una mano maldestra. Sopra c'era scritto: "Non dimenticare l'uomo abbandonato!". Sul retro, un aereo con la stella americana sulle ali che aveva appena sganciato una bomba. La didascalia di questa immagine recitava: "Vox Dei"».

## Utilizzo dei contenuti
Il rapporto fu discusso dettagliatamente nel processo di Francoforte (processo contro Robert Mulka et al.) il 1º ottobre 1964 (95º giorno del processo) con Cornelis van het Kaar sul banco dei testimoni. Il giudice Hans Hofmeyer chiese infine: "Signor testimone, è disposto a darci questa copia che ha per un breve periodo di tempo, in modo da poterne fare una fotocopia?" Questi acconsentì e così una copia fu aggiunta agli atti del processo.
Il documento fu dibattuto anche durante l'interrogatorio di Paul Winter, il quale testimoniò: "Perry Broad [fu] portato fuori dal campo e dopo un breve consulto fu mandato nei nostri alloggi, dove io e il mio collega eravamo acquartierati. Lì gli demmo carta e penna, lui scrisse tutto ciò che sapeva e tutto ciò che poteva. Poi io copiai il rapporto a macchina, l'unica disponibile nell'intero quartiere. Era un ufficio a cui nessuno aveva accesso, tranne il dipartimento di intelligence delle nostre truppe e noi stessi ovviamente, qui passai diversi giorni interi a riscrivere queste 75 pagine a macchina".
Le conoscenze acquisite grazie al rapporto Broad furono usate anche nei processi di Bergen-Belsen, in cui furono giudicati altri ex membri delle SS presenti ad Auschwitz.

### La pubblicazione
Il testo Auschwitz in the Eyes of the SS, pubblicato per la prima volta nel 1973 dal Museo di Stato di Auschwitz-Birkenau, contiene il rapporto completo di Broad insieme agli appunti di Rudolf Höss e al diario di Johann Paul Kremer. Il rapporto è accompagnato da 76 annotazioni scritte da Jadwiga Bezwińska e Danuta Czech che spiegano il testo in modo approfondito. Herta Henschel ha tradotto la prefazione, le note, l'epilogo e l'appendice. La pubblicazione è apparsa contemporaneamente in inglese, francese, polacco e russo.
L'autore della prefazione è il sopravvissuto di Auschwitz Jerzy Rawicz che in precedenza si era occupato in modo critico di Höß, Broad, Kremer e dei loro scritti. Rawicz non riconosce alle annotazioni del diario e al rapporto di Broad la stessa importanza degli appunti di Höß, in quanto Höß aveva una visione completa degli eventi di Auschwitz grazie al suo incarico di comandante. Rawicz considera la trascrizione di Broad un resoconto veritiero degli avvenimenti, sebbene egli abbia completamente omesso il proprio coinvolgimento nei crimini commessi: ammise la partecipazione alle sparatorie al Muro nero (il muro divisorio tra il blocco 10 e il blocco 11) solo durante il processo di Auschwitz, dopo che i testimoni avevano confermato la sua presenza. La corte aveva anche un forte sospetto che avesse picchiato a morte i prigionieri del campo e li avesse torturati durante gli interrogatori.
Rawicz conclude le sue osservazioni così: "Il confronto tra i documenti di Broad e le conclusioni del tribunale permette quindi di colmare le lacune del rapporto che riguardano la sua persona. Ancora una volta, però, va sottolineato che - anche se Broad non fa trapelare il proprio ruolo ad Auschwitz - la sua descrizione degli eventi del campo, di cui fu testimone o di cui venne a conoscenza, corrisponde a verità. Lo si può constatare confrontando il suo racconto con i ricordi degli ex detenuti del campo e con i documenti sopravvissuti che le SS non riuscirono a distruggere. Rispetto ai documenti di Höss, il resoconto di Broad riguarda ovviamente solo una parte e tuttavia amplia la nostra conoscenza degli eventi del campo".

### Recensioni
(Bernd-Joachim Zimmer)
(Dietrich Strothmann)